# Baisieux
Baisieux település Franciaországban, Nord megyében. Lakosainak száma 5361 fő (2022. január 1.). Baisieux Willems, Camphin-en-Pévèle, Chéreng, Gruson és Tournai községekkel határos.

## Népesség
A település népességének változása:
| Lakosok száma | 4611 | 4735 | 4800 | 4765 | 4784 | 4777 | 4993 | 5177 | 5361 |
|               | 2013 | 2015 | 2016 | 2017 | 2018 | 2019 | 2020 | 2021 | 2022 |